# La stravagante famiglia Odd
La stravagante famiglia Odd (La Famille Ouf) è una serie d'animazione francese, prodotta nel 2004 dalla Timoon Animation, formata da 26 episodi da 24 minuti l'uno.
I protagonisti del cartone, realizzato in grafica 3D, sono George e Linda e i loro due gemelli, Jules e Theo.

## Personaggi
- Jules e Theo: dotati di infinita curiosità e gusto per l'avventura sono pronti a seguire le orme dei genitori.
- George: è il papà e lavora al dipartimento di ingegneria di una fabbrica di automobili.
- Linda: la mamma, è un istruttore di guida di casi senza speranza.
- Zio Albert: brillante inventore di macchine per migliorare la vita.
- Happy: un extraterrestre
- Numero Uno: il robot domestico
- Xenon: il topo domestico

## Trasmissione
- La serie è stata trasmessa su Rai 2, su Rai Gulp e su RaiSat Smash Girls.[1]

## Doppiaggio italiano
- Tatiana Dessi: Jules
- Gaia Bolognesi: Theo
- Emanuela D'Amico: Linda
- Tony Sansone: George
- Roberto Draghetti: Albert
- Gemma Donati: Nina
- Giorgio Locuratolo: Xenon
- Alessio De Filippis: Benjamin
- Leonardo Graziano: Jean-Jacques
- Manuel Meli: Victor
- Ilaria Latini: Melissa
- Francesca Fiorentini: signora Ding
- Pasquale Anselmo: Postino
- Mario Bombardieri: Pompiere #1
- Franco Mannella: Pompiere #2

## Lista episodi
- 01 - Calzini camaleontici
- 02 - Una strana vacanza
- 03 - Pigiama party
- 04 - Torna a casa Happy
- 05 - Non c'è fumo senza arrosto
- 06 - Chi è il robot più forte del mondo?
- 07 - La casa dei fantasmi
- 08 - Gara di ballo
- 09 - La TV dei ragazzi
- 10 - Numero Due
- 11 - La gara di Go-Kart
- 12 - Un nuovo ospite
- 13 - Starnuti
- 14 - Bebè in arrivo
- 15 - Diversi come due gocce d'acqua
- 16 - Un cane per amico
- 17 - Una grande invenzione
- 18 - Un cugino particolare
- 19 - Il capoclasse
- 20 - Un giorno senza mamma Linda
- 21 - Un vulcano di idee
- 22 - Lezioni di Theokwondo
- 23 - Alieni in casa
- 24 - Un equivoco tira l'altro
- 25 - Halloween
- 26 - Un Natale particolare